# أسدي الطوسي
أسدي الطوسي (اسمه الكامل: أبونصر أحمد بن منصور الطوسي) من شعراء الفرس، مؤلف گرشاسب‌ نامه ومؤلف فرهنگ اسدي أقدم القواميس اللغة الفارسية. فلما رقد الفردوسي علي فراش الموت في طوس كانت أربعة آلاف بيت من الشاهنامة ما زالت باقية لم يكملها، فتولي الأسدي إكمالها وإنها الأبيات التي تبدأ بالفتح الإسلامي لإيران وتنتهي بانتهاء الكتاب. وشهرة الأسدي راجعة إلي أنه هو الذي أكمل وأحكم شعر المناظرة وقد يقال أنه هو الذي أبدعه. وان الأسدي نظم خمس منظومات من هذا النوع من شعر المناظرة هي:
1. مناظرة بين المسلم والمجوسي (گفت وگوی مغ ومسلمان)
2. مناظرة بين السماء والأرض (گفت وگوی آسمان وزمين)
3. مناظرة بين الرمح والقوس (گفت وگوی نیزه وكمان)
4. مناظرة بين الليل والنهار(گفت وگوی شب وروز)
5. مناظرة بين العربي والفارسي(گفت وگوی پارسی وتازی)

و لا شك أن شهرته في قول الشعر راجعة إلي نظمه لملحمة گرشاسب نامه. وهذه الملحملة مقسمة إلي سبع مقالات.
1. كرشاسب البهلوان (گرشاسب پهلوان)
2. جمشيد في سيستان (جمشيد در سيستان)
3. كورنگ شاه
4. شيدسب شاه
5. كرشاسب في الهند
6. كرشاسب في التوران
7. كرشاسب في الإفريقية

و كان الأسدي من إصدقاء الفردوسي وأبناء بلدته وما في سنة 428 هجرية.